# Gerhard Pfister
Gerhard Pfister (Zug, 1 de octubre de 1962) es un político suizo. Se ha desempeñado como miembro del Consejo Nacional desde 2003. Desde 2016 hasta 2025 fue presidente del Partido Demócrata Cristiano y de su partido sucesor, El Centro.

## Biografía
Pfister nació el 1 de octubre de 1962 en Zug, en el cantón de Zug. Sus padres operaban un internado privado. Estudió allí antes de pasar a la escuela de la Abadía de Disentis. Estudió filosofía y literatura en la Universidad de Friburgo. Ejerció la docencia y se hizo cargo de las operaciones familiares después de la muerte de su padre en 1994. La escuela cerró en 2012.
En 1998, fue elegido miembro del Consejo Cantonal de Zug, donde sirvió hasta 2003. Luego se convirtió en el presidente del Partido Demócrata Cristiano en Zug en 1999, un cargo que ocupó hasta 2008. Ganó un escaño en el Consejo Nacional en 2003. Fue reelegido en 2007 y 2011.
En 2016, fue elegido presidente del Partido Demócrata Cristiano, sucediendo a Christophe Darbellay.